# Isard alpí
L'isard alpí o camussa (Rupicapra rupicapra) és un bòvid, concretament un tipus de cabra salvatge, originari del centre i sud d'Europa i l'Àsia Menor. És present en algunes cadenes muntanyoses d'Europa, com els Carpats, els Alps, el Caucas i certes zones muntanyenques dels Balcans, Eslovàquia i Turquia. Als Pirineus i a la serralada cantàbrica, i també a algunes parts d'Itàlia, viu una altra espècie d'isard molt semblant, anomenat científicament Rupicapra pyrenaica. A França, on es poden trobar exemplars de les dues espècies, R. rupicapra rep el nom de chamois, mentre que isard correspon a R. pyrenaica.

## Distribució
Les seves poblacions més importants es troben als Alps (Àustria, França, Itàlia, Suïssa) i al Caucas (Azerbaidjan, Geòrgia, Rússia, Turquia), però se'l pot trobar també en petites poblacions a Albània, Alemanya, Bòsnia i Hercegovina, Bulgària, Croàcia, Eslovàquia, Eslovènia, Grècia, Macedònia del Nord, Montenegro, Polònia i Romania, sempre en terrenys muntanyosos entre 500 i 3.100 m d'altitud. Ha estat introduït també a l'Argentina, Nova Zelanda i la República Txeca.

## Subespècies

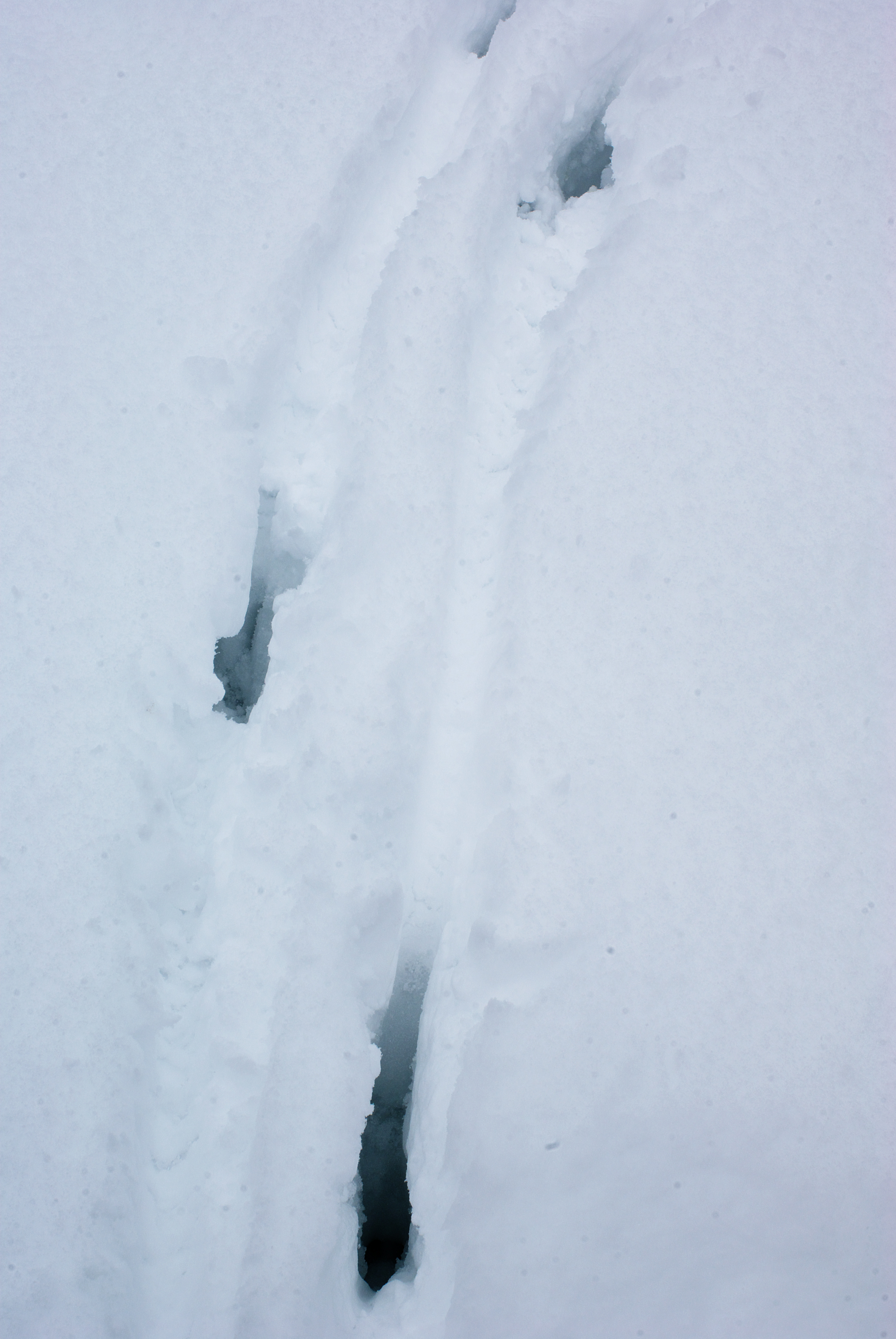
Empremtes en la neu Isard ctg Lessinia 2013

- R. r. asiatica (est i nord-est de Turquia)
- R. r. balcanica (Albània, Bulgària i Grècia)
- R. r. carpatica (Romania i els Carpats)
- R. r. cartusiana (est de França)
- R. r. caucasica (sud de Rússia, Geòrgia i l'Azerbaidjan)
- R. r. rupicapra (Àustria, Alemanya i est de França)
- R. r. tatrica (Polònia i Eslovàquia)[4]

## Descripció
L’isard alpí és molt semblant a l’isard dels Pirineus. Tant el mascle com la femella porten banyes amb forma de ganxo que són persistents i resistents. Proporcionalment, són sensiblement menors que les del isard pirinenc. La longitud del coll respecte al cos també és inferior que a l’espècie pirinenca.
Les peülles són fines i altament versàtils, per això són capaços de pujar per les roques i el gel sense problemes. Això es deu al peculiar disseny dels coixinets que ocupen la part central de les seves peülles.
Les seves mesures corporals són lleugerament superiors a les del isard dels Pirineus: La longitud del cos en els exemplars adults oscil·la entre els 110 i els 130 cm, als quals cal afegir els 3 o 4 cm aportats per la curta cua. L'alçada a la creu és de 70-80 cm i els mascles pesen entre 30-60 kg i les femelles entre 25-45 kg.
El color del pelatge varia segons l'època de l'any. A l'estiu és marró-vermellós, amb el ventre, gola, morro i glutis de color blanquinós, estant poc marcada la transició entre un color i altre. S'observa una banda de pelatge negre des de la boca als ulls. També és negre el dors de la cua.
A l'hivern, per contra, el pèl és molt més dens i fosc. El dors, les potes i la part posterior del coll es torna uniformement marró fosc o grisenc. El negre, a més de a la cua i cara (on augmenta en extensió i les seves vores estan més remarcats), s'observa també formant una banda molt marcada des de la part posterior de les orelles a la base del coll, per la part de davant. Aquestes bandes negres es continuen en la part alta de les potes anteriors i posteriors i en els costats del cos. El rostre, part davantera del coll, peus, ventre i glutis són blancs. En aquest moment és quan s'aprecia millor la diferència entre les dues espècies d’isard.

## Biologia
Els isards són animals socials que es mouen en petits grups a la recerca de pastures de muntanya. Aquests grups estan formats només per mascles (que també poden ser solitaris) o només per femelles i les seves cries. Els mascles només es reuneixen amb els ramats durant l'època de zel. Són de costums diürns, encara que al migdia sol decréixer la seva activitat, que és major durant el matí i a últimes hores de la tarda.
La vista, olfacte i oïda són excel·lents. Això els ajuda a identificar ràpidament als seus depredadors, com els ossos bruns, els llops, els linxs, les guineus, les àguiles i els homes. Altres perills que aguaiten als isards són les allaus, fins al punt que no és rar trobar alguns animals morts per aquesta causa a l'època de desglaç. No obstant això, aquesta espècie no només no es considera amenaçada, sinó que la seva caça està permesa.
L'esperança de vida d'aquests animals és d'uns 14-22 anys.

## Reproducció

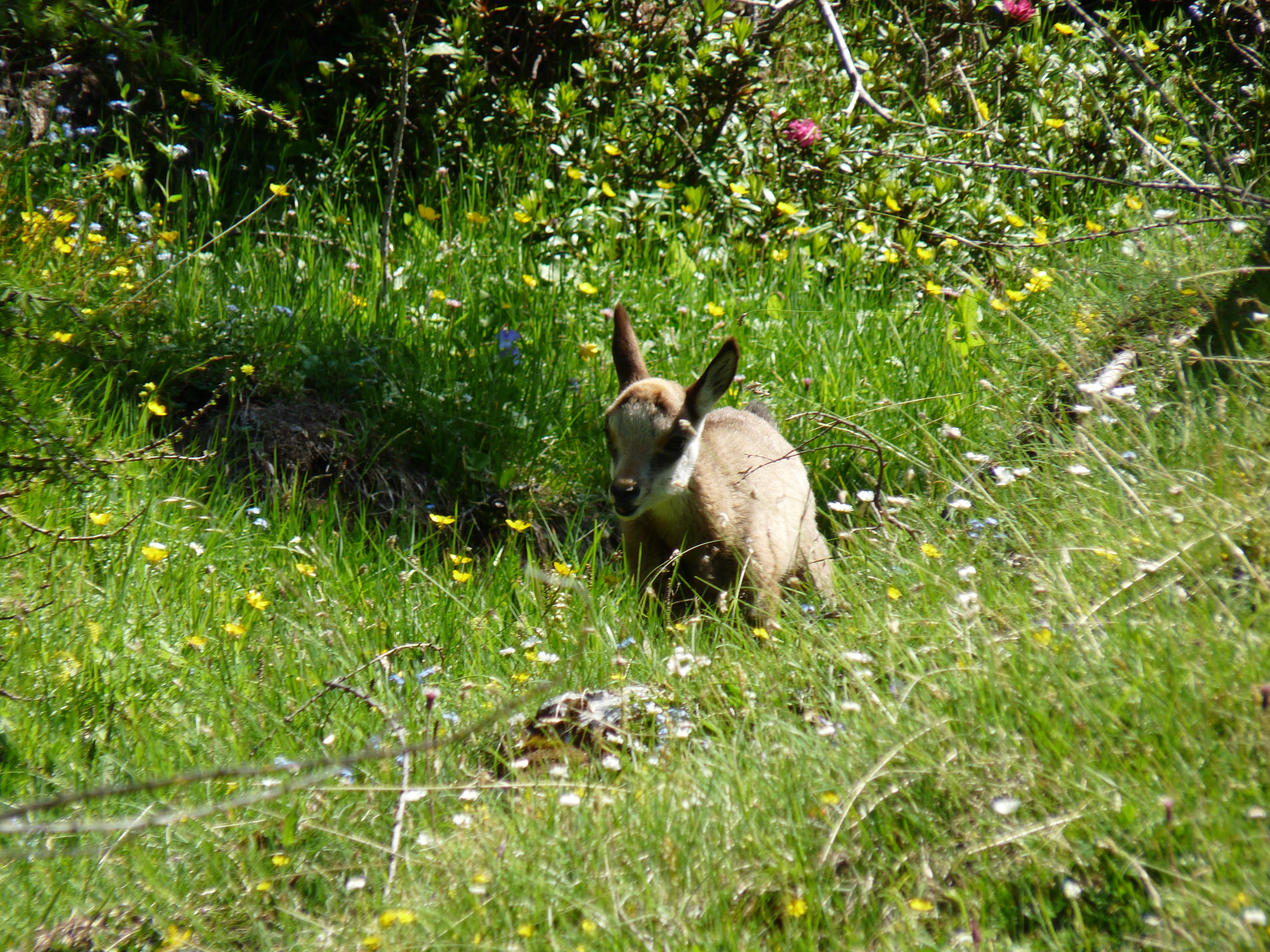
Cabrit (menys d'un any) d'isard dels Alps (Rupicapra rupicapra)

Els isards alpins entren en zel una mica més tard que els pirinencs, cap al novembre i les primeres setmanes de desembre. Durant aquest temps, els mascles dominants segueixen a les femelles i s'uneixen a elles, defensant els seus harems d'altres mascles rivals. La gestació dura al voltant de 20 setmanes, al final de les quals neix una sola cria. Aquesta arriba a la maduresa sexual a partir dels 2 anys.